# Socket 603
Socket 603は、インテルのXeonプロセッサ用のCPUソケットである。

## 仕様
Socket 603 は、ワークステーションやサーバプラットフォーム向けとしてインテルが設計した ZIF ソケットである。Socket 603 は、ソケットの中央に格子状に配置された 603 個の接点を持つ。それぞれの接点は 1.27 mm ピッチの規則的なピン配列であり、603 ピンパッケージのプロセッサと接合する。インテルの設計は、低価格・低リスク・堅牢・単純な構造で、Socket 603 と Socket 604 を区別することができた。 
全ての Socket 603 のプロセッサは 400 MHz のバス速度で動作し、180 nm プロセス、又は 130 nm プロセスで製造された。Socket 603 のプロセッサは Socket 604 を使用したマザーボードに挿入することが出来たが、Socket 604 のプロセッサは、1つのピンが余分にあるため、Socket 603 を使用したマザーボードに挿入することが出来なかった。Socket 603 用のプロセッサは 1.4 GHz から 3 GHz の範囲に存在した。
インテルの "MP" 用として製造された Socket 604 用プロセッサは存在しないが、いくつかの Socket 603 用プロセッサは "MP" 用とされた。プロセッサ名にクロック数と並んで付与された "MP" は、マルチプロセッサ（「マルチプロセッサ」は 3 個以上の CPU を持つことを意味する）の性能を向上させるL3キャッシュを内蔵していることを意味する。しかし現在では、いくつかの Socket 604 用のプロセッサは、最大 16 MB の L3 キャッシュを内蔵して製造されている。
|            |            | マザーボード | マザーボード |
| Socket 603 | Socket 604 |              |              |
| ---------- | ---------- | ------------ | ------------ |
| C P U      | Socket 603 | Yes          | Yes          |
| C P U      | Socket 604 | No           | Yes          |

## 採用製品
CPU
- Intel
  - NetBurst
    - Foster
    - Prestonia / Gallatin

チップセット
- Intel
  - 860 Chipset
  - E7500
- ServerWorks (Broadcom)
  - ServerSet CG SL, LE, WS, HE